# Rudolf Zach
Rudolf Zach (* 17. August 1904; † 11. August 1994) war ein österreichischer Volksschuldirektor, Beamter, Naturschutzbeauftragter, Heimatpfleger und Autor heimatkundlicher Schriften.

## Leben und Wirken
Von 1934 bis 1939 war er Leiter der einklassigen Volksschule Kaindorf in Haibach im Mühlkreis und trat dann in den Dienst des Bezirksschulrates im Bezirk Perg. Er trat seine Alterspension erst mit 70 Jahren im Jahr 1974 an, betreute aber die Bezirkslichtbildstelle noch weitere Jahre.
Von 1964 bis 1975 fungierte er als Naturschutzbeauftragter der Oberösterreichischen Landesregierung und von 1950 bis 1974 betreute er die Bezirkslehrerbücherei, die er als Fachbücherei für Geschichte und Heimatgeschichte ausbaute und die heute im Bestand der Bücherei des Heimathaus-Stadtmuseums Perg enthalten ist.
Unter dem Eindruck der von ihm mitbegleiteten Ausgrabung eines Gräberfeldes in der Ortschaft Auhof (Gemeinde Perg) war er 1967 Mitbegründer des Heimatvereins  in Perg, wo er 1968 zunächst Schriftführer und von 1970 bis 1984 Kustos des Heimathauses war. Während seiner aktiven Tätigkeit im Heimatverein sammelte er mehr als 60 Fundstücke aus der Jungsteinzeit. In den 1970er-Jahren setzte er sich für die Rettung des historischen Erdstalls Ratgöbluckn in Perg ein und erreichte die Klassifizierung als geschütztes Kulturgut im Sinne der Haager Konvention zum Schutz von Kulturgut bei bewaffneten Konflikten.

## Publikationen
- 1959 erstellt er das umfangreiche Lehrbuch Heimatkunde des Bezirkes Perg als Leitfaden für den heimatkundlichen Unterricht
- 1969 verfasste er den Großteil der Festschrift anlässlich der Stadterhebung von Perg
- Er war Verfasser mehrerer heimatgeschichtlicher Aufsätze, die großteils in der Wochenzeitung Mühlviertler Nachrichten und heimatkundlichen Fachzeitschriften veröffentlicht wurden.[3]

- Die Pechölsteine im Östlichen Mühlviertel. In: Oberösterreichische Heimatblätter. Jahrgang 33, Linz 1979, Heft 1/2, ooegeschichte.at [PDF].
- Perg – Seifensiederhaus. In: Paläste und Bürgerhäuser in Österreich. Notring-Jahrbuch, 1970.
- Vor 80 Jahren erschien in Perg erstmals ein Wochenblatt. In: Mühlviertler Heimat. Jahrgang 86, 1975, Nr. 13.
- Aus der Geschichte des Machlandes. In: Festschrift zur Machlandregulierung. 1968.
- Der Erdstall „Ratgöbluckn“ in Perg – ein Kulturdenkmal. In: Oberösterreichische Heimatblätter. Jahrgang 29, Linz 1975, Heft 1/2, ooegeschichte.at [PDF].

## Auszeichnungen
- 1969: Goldene Ehrennadel
- 1972: Ehrenmitglied des Heimatvereins Perg
- 1974: Konsulent für Volksbildung und Heimatpflege der OÖ. Landesregierung
- 1975: Goldenes Ehrenzeichen für Verdienste um die Republik Österreich
- 1984: Silbernes  Verdienstzeichen des Landes Oberösterreich
- Ehrenmedaille der Stadt Perg